# Xã Lyon, Quận Cloud, Kansas
Xã Lyon (tiếng Anh: Lyon Township) là một xã thuộc quận Cloud, tiểu bang Kansas, Hoa Kỳ. Năm 2010, dân số của xã này là 122 người.